# The M Machine

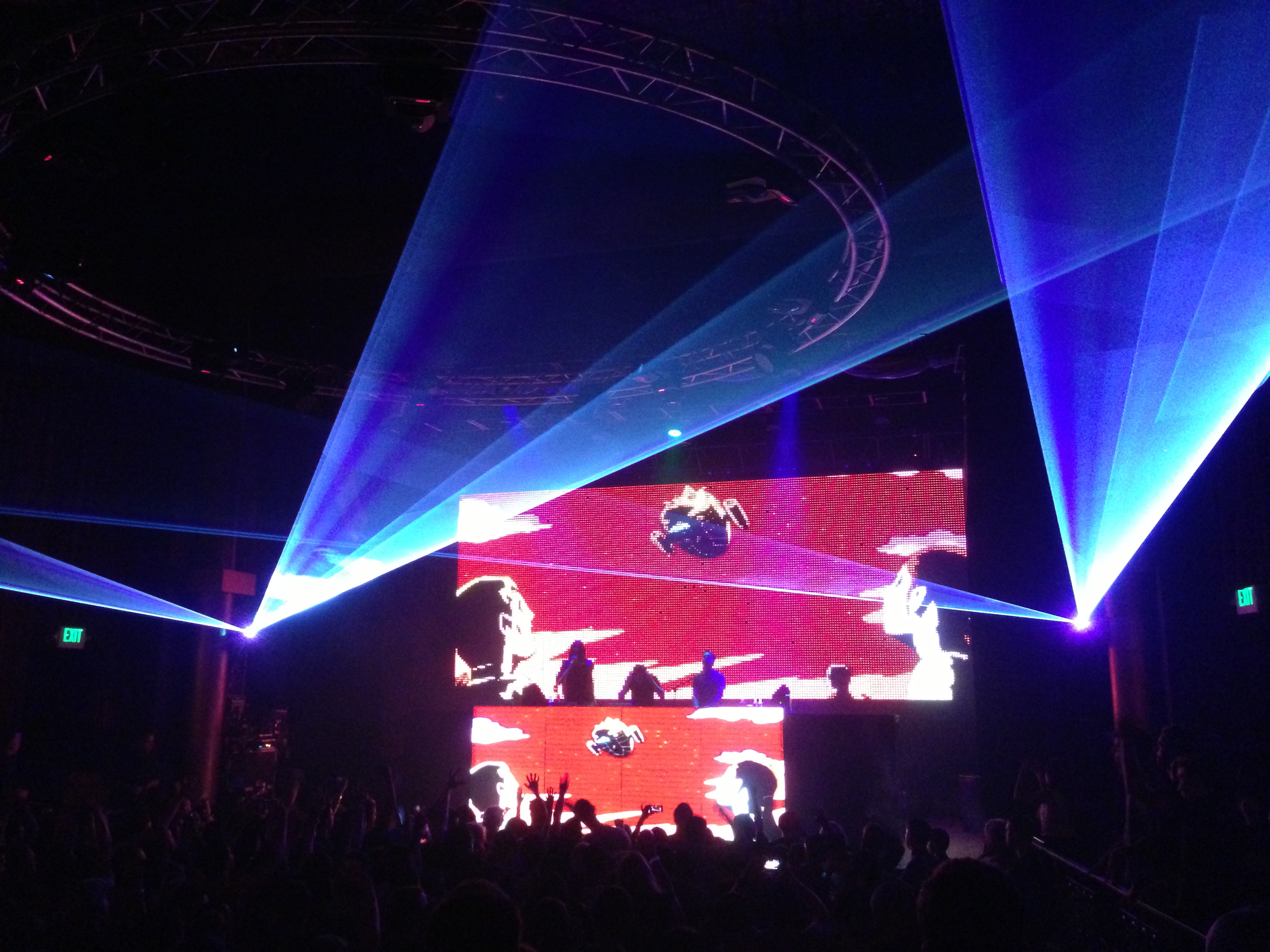
Concert van The M Machine

The M Machine is een muziekgroep uit San Francisco die elektronische muziek maakt. De groep werd opgericht in 2011 en bestaat uit Ben Swardlick en Eric Luttrell. Tot januari 2015 maakte ook Andy Coenen er deel van uit.

## Geschiedenis
De groep heeft vier ep's en twee singles uitgebracht op Skrillex' label OWSLA. The M Machine bereikte meermaals de nummer 1-positie in lijsten van Beatport. Promise Me A Rose Garden was Hottest Record in het programma van BBC-dj Zane Low. De groep maakte het tweedelige conceptalbum Metropolis, geïnspireerd door de gelijknamige film. Het eerste deel daarvan werd de dag voor de officiële wereldwijde uitgave gestreamd door Rolling Stone. Voor de concertuitvoeringen van Metropolis bouwde The M Machine een lichtshowinstallatie die door middel van MIDI werd aangestuurd door een iPad en een laptop met Ableton Live, Max/MSP en door Andy Coenen geschreven software.

## Discografie
- Promise Me A Rose Garden/Glow (2011)
- Metropolis Part I (2012)
- Metropolis Pt. II (2013)
- Just Like (2014)
- Glare (2016)

### Singles
- Trafalgar (2011)
- No Fun Intended (2012)
- Superflat (2014)